# Jundiaí
Jundiaí è un comune del Brasile nello Stato di San Paolo, parte della mesoregione Macro Metropolitana Paulista e della microregione di Jundiaí.
Secondo la Federação das Indústrias do Estado do Rio de Janeiro, Jundiaí è la quinta città per qualità della vita di tutto il Brasile e la 15ª per sicurezza.

## Storia
Fino al XVII secolo era abitata esclusivamente da indios tupì. Nel 1655 si stanziarono nella zona Mato Grosso de Jundiahy Rafael de Oliveira, sua moglie Petronilha Rodrigues Antunes e i figli e chiamarono la zona Nossa Senhora do Desterro de Jundiaí
Il 28 marzo 1865 divenne ufficialmente comune.

## Religione
Il Cristianesimo è presente nel comune come segue:

### Cattolicesimo
La chiesa cattolica nel comune fa parte della Diocesi di Jundiaí.

### Protestantesimo
In città sono presenti le credenze evangeliche più diverse, principalmente pentecostali, compresa la Chiesa Assemblee di Dio brasiliana (la più grande chiesa evangelica del paese), Chiesa Congregazione cristiana nel Brasile, tra gli altri. Queste denominazioni crescono sempre di più in tutto il Brasile.